# Chelmonops
Chelmonops là một chi cá biển thuộc họ Cá bướm. Những loài trong chi này được tìm thấy dọc theo vùng biển ôn đới và cận nhiệt đới ở phía nam nước Úc.

## Từ nguyên
Hậu tố ops dùng trong phân loại học mang nghĩa là "giống nhau", hàm ý đề cập đến sự giống nhau giữa chi này với chi Chelmon (C. truncatus trước đó được chuyển vào chi Chelmon).

## Các loài

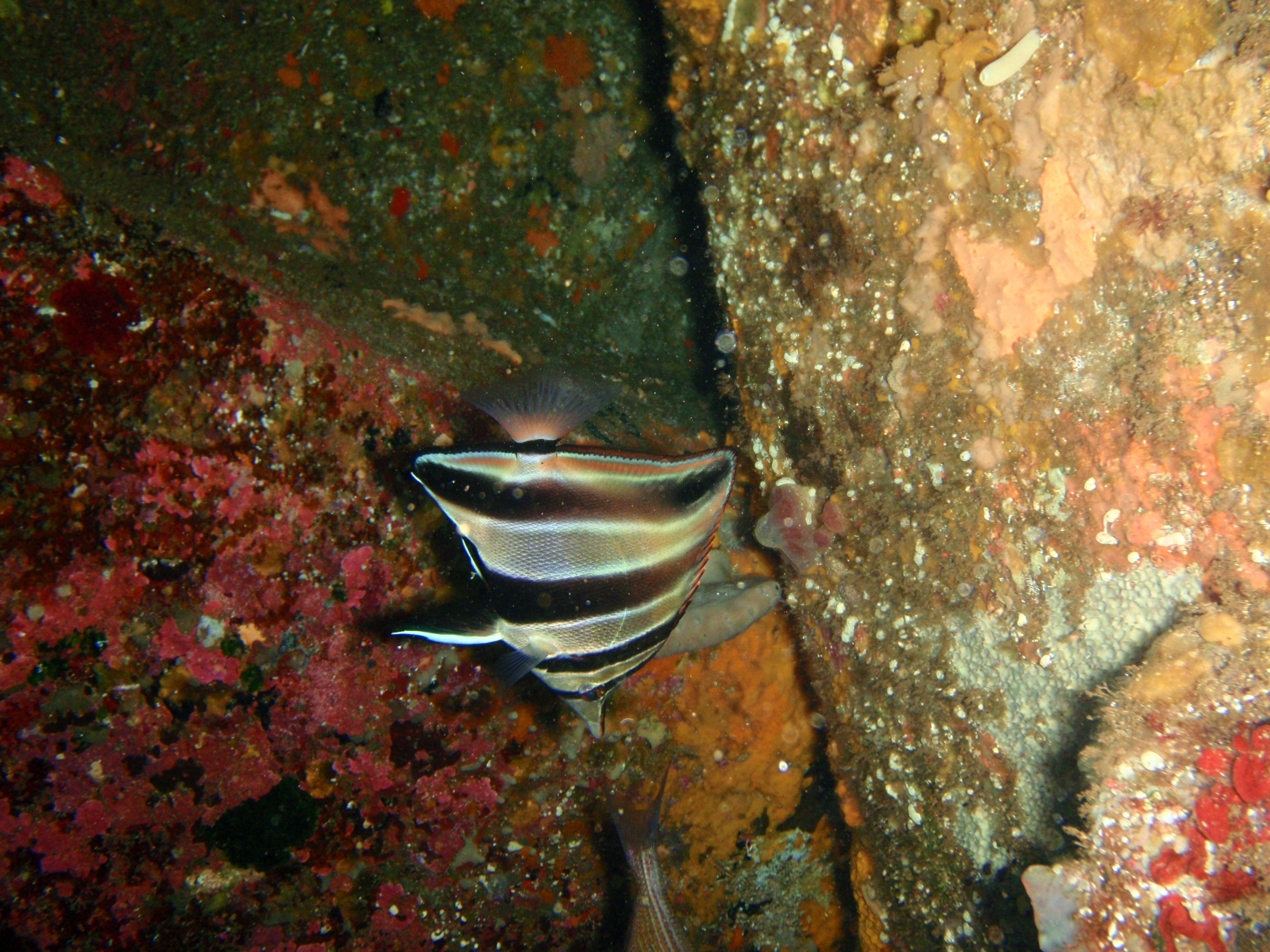
C. curiosus (chụp tại đảo Pearson, Nam Úc)

Có hai loài được công nhận trong chi này, bao gồm:
- Chelmonops curiosus Kuiter, 1986 (cá bướm Tây Talma)
- Chelmonops truncatus (Kner, 1859) (cá bướm Đông Talma)

## Hình thái chung
Cả hai loài Chelmonops có thể phát triển đến chiều dài hơn 20 cm. Cả hai có kiểu hình rất giống nhau; tuy nhiên, C. curiosus có vây lưng và vây hậu môn vươn cao hơn, cũng như độ sâu cơ thể (tính từ sống lưng xuống bụng) lớn hơn so với C. truncatus.

## Sinh thái học
Thức ăn của hai loài Chelmonops chủ yếu là tảo, giun nhiều tơ và động vật giáp xác.